# Ingelfingen
Ingelfingen (pronunciación en alemán: /ˈɪŋəlˌfɪŋən/ⓘ) es una ciudad ubicada en el distrito de Hohenlohe, en Baden-Württemberg, Alemania. Tiene una población estimada, a fines de 2020, de 5476 habitantes.
Está situada sobre el río Kocher, a unos 3 km al noroeste de Künzelsau y a unos 35 km al noreste de Heilbronn (ambos en línea recta).
Es un centro turístico aprobado por el Estado (en alemán, staatlich anerkannter erholungsort). Este reconocimiento es otorgado por el ministerio correspondiente del estado federal respectivo, sobre la base de estándares de calidad definidos por las asociaciones alemanas de turismo.